# Aşağıgörle, Karacasu
Aşağıgörle là một xã thuộc huyện Karacasu, tỉnh Aydın, Thổ Nhĩ Kỳ. Dân số thời điểm năm 2010 là 247 người.